# Chemin-d'Aisey
 Chemin-d'Aisey  es una población y comuna francesa, en la región de Borgoña, departamento de Côte-d'Or, en el distrito de Montbard y cantón de Châtillon-sur-Seine.

## Demografía
| 118 | 114 | 83 | 67 | 80 | 70 |
| Para los censos de 1962 a 1999 la población legal corresponde a la población sin duplicidades (Fuente: INSEE [Consultar]) |     |    |    |    |    |